# Limnonectes hikidai
Limnonectes hikidai é uma espécie de anfíbio anuros da família Dicroglossidae. Está presente em Malásia. A UICN classificou-a como vulnerável.